# Politiske valg i Grønland
Politiske valg i Grønland giver information om valg og deres resultater i Grønland. 
I Grønland vælges en lovgivende forsamling på nationalt niveau. Grønlands Landsting har 31 medlemmer som vælges til maksimalt en 4-årig periode. 
Grønland har et flerpartisystem, hvor der er to eller tre politiske partier og ofte et mindre parti med valgmæssig succes, som får indflydelse.
Derudover er der hvert 4. år kommunalvalg. Seneste var i 2017. Det næste er i 2021.
Og da Grønland er en del af Kongeriget, er der også Folketingsvalg hvert 4. år. 

## Valgresultater
Seneste folketingsvalg var i 2019. For tidligere valg se listen på Folketingsvalg.
Seneste landstingsvalg var i 2021 For tidligere valg se listen på Landstingsvalgene i Grønland
Seneste kommunal-, bygdevalg var i 2017. For tidligere valg se Kommunalvalg.

## Eksterne links
- Valgresultater i Grønland
- Lov om valg til Folketinget i Grønland
- Lov om valg til Kommunalbestyrelser, Bygdebestyrelser og Menighedsrepræsentationer